# William H. Seward
William Henry Seward (16 tháng 5 năm 1801 - 10 tháng 10 năm 1872) là một chính trị gia người Mỹ từ bang New York. Ông là thống đốc thứ 12 của tiểu bang New York, thượng nghị sĩ và ngoại trưởng Hoa Kỳ dưới thời các tổng thống Abraham Lincoln và Andrew Johnson. Ông là người phản đối sự mở rộng của chế độ nô lệ trong những năm dẫn đến cuộc nội chiến Mỹ, là một nhân vật nổi bật trong đảng Cộng hòa trong những năm mới thành lập đảng, và được coi là ứng cử viên hàng đầu cho đề cử tranh cử tổng thống của đảng vào năm 1860.
Từ chối đề cử, ông là thành viên trung thành trong nội các của Lincoln trong giai đoạn nội chiến, và đóng vai trò quan trọng ngăn cản sự can thiệp của nước ngoài vào thời gian đầu cuộc nội chiến. Vào đêm Lincoln bị ám sát, ông và gia đình cũng đã bị Lewis Powell đột nhập vào nhà định ám sát ông, một số con trai và người nhà ông bị thương, còn ông đã phải trải qua nỗi khiếp sợ này. Khi là ngoại trưởng dưới thời Johnson, ông là người đã đề xuất và thực hiện đàm phán mua lại bang Alaska năm 1867 từ đế quốc Nga với giá 7,2 triệu $ và bị những người đương thời chế giễu gọi là " sự điên rồ của Seward." Bộ trưởng Nội vụ Hoa Kỳ Carl Schurz cùng thời với ông miêu tả Seward là "người có tinh thần đi trước công chúng thay vì chỉ biết phục vụ cho họ."